# Biometrie
Biometrika (též biometrie) je obor zabývající se měřením a vyhodnocováním:
- kvantitativních znaků živých organismů (obory: biologie, lesnictví, krajinářství atp.);
- biologických charakteristik a charakteristik chování lidí (obory: autentizace a identifikace osob, kriminalistika, forenzní vědy atp.).

Tomuto členění odpovídá náplň biometrických laboratoří a institutů.
Automatická metoda autentizace je založená na rozpoznávání jedinečných biologických charakteristik subjektu – živé osoby. Metoda vychází z přesvědčení, že některé biologické charakteristiky (morfologické, fyziologické) jsou pro každého živého člověka jedinečné a neměnitelné. Proto se používá k identifikaci osob a jedná se tak o osobní údaj. Jejich nezměnitelnost je ovšem nevýhoda z hlediska bezpečnostních systémů. Při vyzrazení nelze charakteristiky změnit, jako to umožňuje heslo. A charakteristiku lze relativně snadno napodobit a zabezpečení tak obejít. Částečně toto řeší tzv. odvolatelná biometrie.

## Metody

### Autentizace otisku prstů

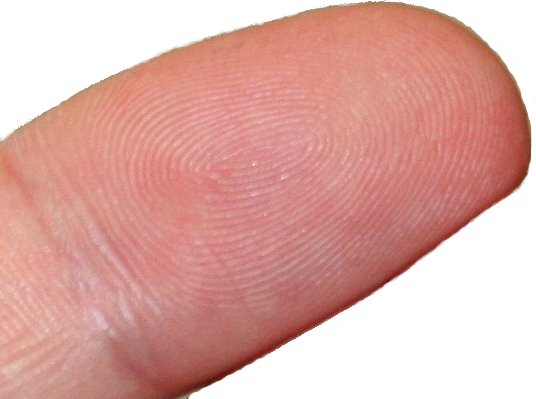
Bříško prstu s papilárními liniemi.

Na rozpoznání otisků prstů existuje několik metod. Výše uvedená metoda vytváří obraz detekce teplotních rozdílů. Jiné užívají přímý optický snímek nebo měří nepatrné změny elektrického náboje na povrchu prstu. Uživatel přejede prstem po čidle, které je tvořené jedním mikročipem. Pokrývá je termocitlivá vrstva, která je sestavená ze 14 000 zobrazovacích prvků. Čip konvertuje nepatrné teplotní rozdíly, které zaznamenal, na 50 až 100 obrazových řezů ukazujících charakteristické čáry. Speciální software asi za desetinu sekundy složí řezy do celkového snímku. Ten lze ukázat na monitoru a uložit do databáze. Počítač pro bezpečnostní systém zpracuje snímek pomocí složitého algoritmu a vytvoří digitální identifikační kód.

### Autentizace oční duhovky

Změna průsvitu oční duhovky v závislosti na množství světla.

Při analýze unikátních charakteristik uživatelovy duhovky se získaná data ukládají v digitálním formátu do databáze. Zařízení podobné kameře pořídí za několik sekund soubor snímků oka. V zařízení je objektiv projektující snímky na CCD (prvek s nábojovou vazbou). Analogové údaje snímků se digitalizují a posílají k analýze do procesoru. Snímky zpracovává speciální software. Nejdřív najde všechny údaje o očním víčku a odstraní je, potom lokalizuje rozhraní mezi duhovkou, zornicí a očním bělmem a data, která se týkají pouze duhovky, oddělí. Program zmapuje duhovku bod po bodu a používá přitom souřadnicový systém, který bere v úvahu, jak je zornička rozšířená. Údaje o jasnosti každého bodu shromažďuje a analyzuje. Vytvořený kód je 512bytové binární číslo (asi 4 tisíce nul a jedniček). Při identifikaci se provede to samé jako při zápisu a rovněž se vytvoří digitální kód. Ten se porovná s kódem z databáze.
Další formy identifikace jsou například:
- podle oční sítnice
- podle obličeje
- podle mapy žil na dlani ruky
- podle DNA
- dynamika stisku kláves
- charakteristika hlasu
- charakteristika písma
- charakteristika mozkových vln[7]

### Formáty výměny biometrických dat
ČSN ISO/IEC 19794, Informační technologie – Formáty výměny biometrických dat (Information technology – Biometric data interchange formats) – 
- Část 1: Struktura (Framework)
- Část 2: Data markantů prstu (Finger minutiae data)
- Část 3: Spektrální data vzoru prstu (Finger pattern spectral data)
- Část 4: Data obrazu prstu (Finger image data)
- Část 5: Data obrazu obličeje (Face image data)
- Část 6: Data obrazu duhovky (Iris image data)
- Část 7: Data časových řad podpisu/značky (Signature/sign time series data)
- Část 8: Kosterní data vzoru prstu (Finger pattern skeletal data)
- Část 9: Data vaskulárního obrazu (Vascular image data)
- Část 10: Data geometrického obrysu ruky (Hand geometry silhouette data)
- Část 11: Zpracovaná dynamická data podpisu/značky (Signature/sign processed dynamic data)
- Část 13: Hlasová data (Voice data)
- Část 14: Data DNA (DNA data)
- Část 15: Data obrazu dlaňových rýh (Palm crease image data)

### Spektrální data z otisku prstu
Digitální Fourierova transformace dat obrazce otisku prstu  se použije pro získání spektrálních dat (Finger pattern spectral data). Tato technika doplněná o směrové filtrování je novou, perspektivní metodou klasifikace otisků prstů.

## Biometrický systém

Zjednodušené schéma biometrického systému.

Blokové schéma ilustruje dva základní módy (režimy) biometrického systému:
1. Vytvoření vzorového obrazu (otisku prstu, tváře entity A), jeho registraci a uložení do databáze.
2. Ověřování (autentizaci) entity A vůči entitě B, tj. sejmutí obrazu entity A a porovnání s obrazy uloženými v databází.

Kde:
- entita A  je ověřovaná osoba, žádající přístup do objektu, počítače Apple atp;
- entita B je „e-vrátný“ objektu, i-phone Apple, atp.

## Biometrická detekce/rozpoznávání/autentizace

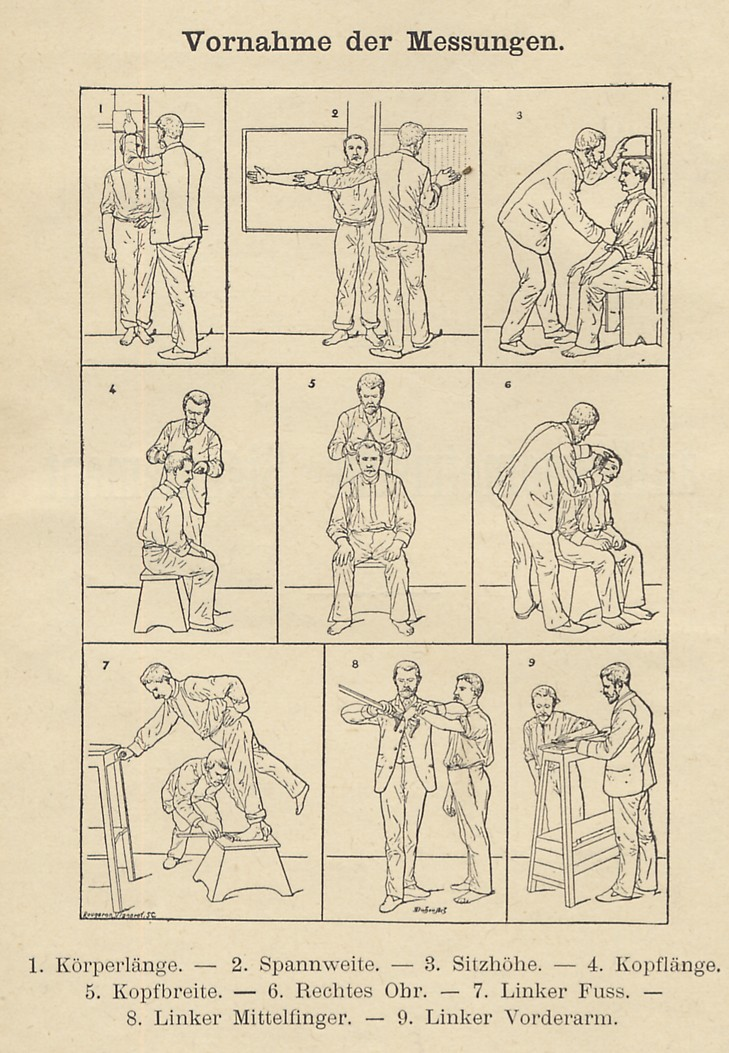
První biometrická měření (Alphonse Bertillon)
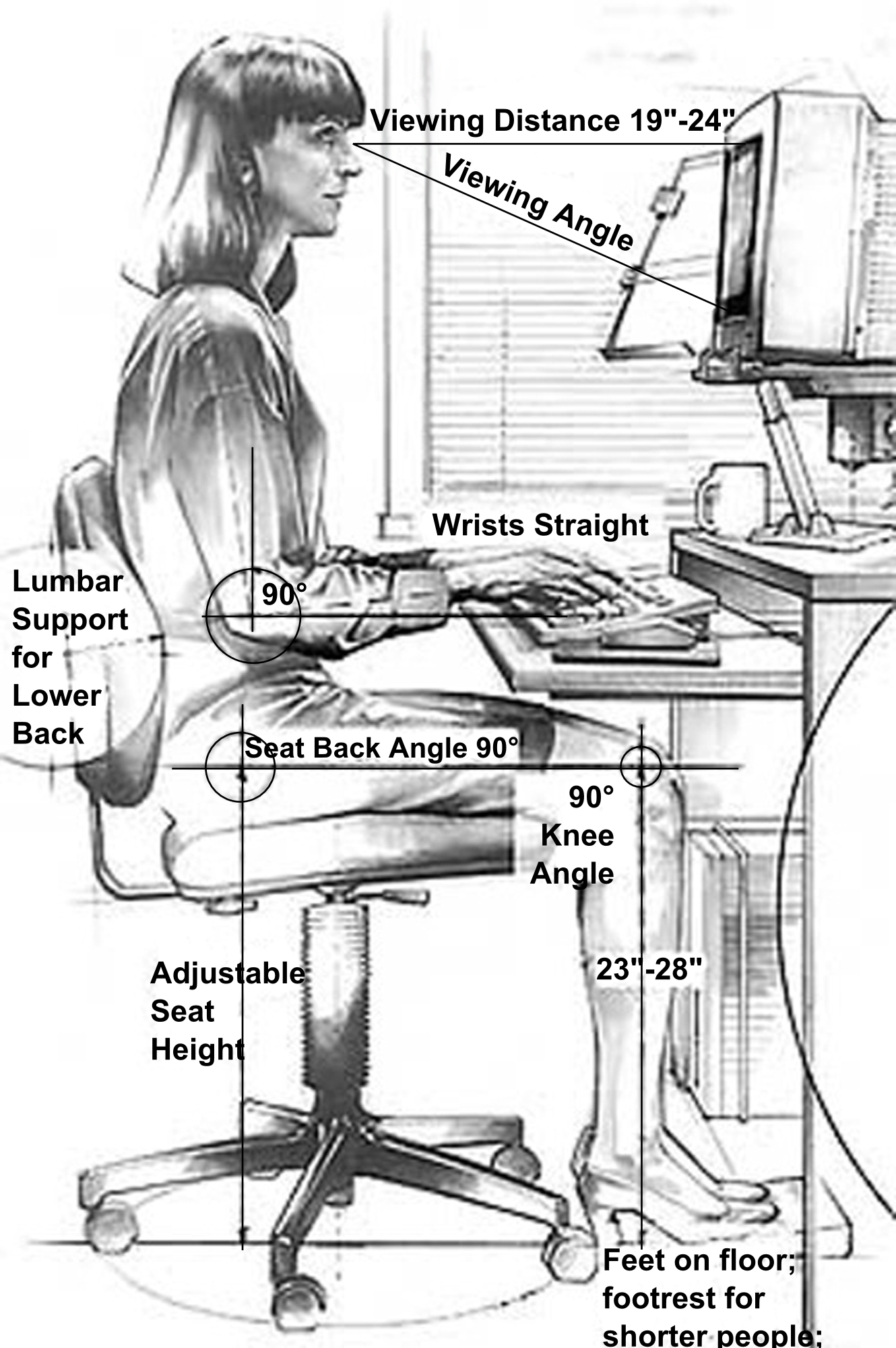
Doporučené rozměry/polohy pro práci na pracovní stanici
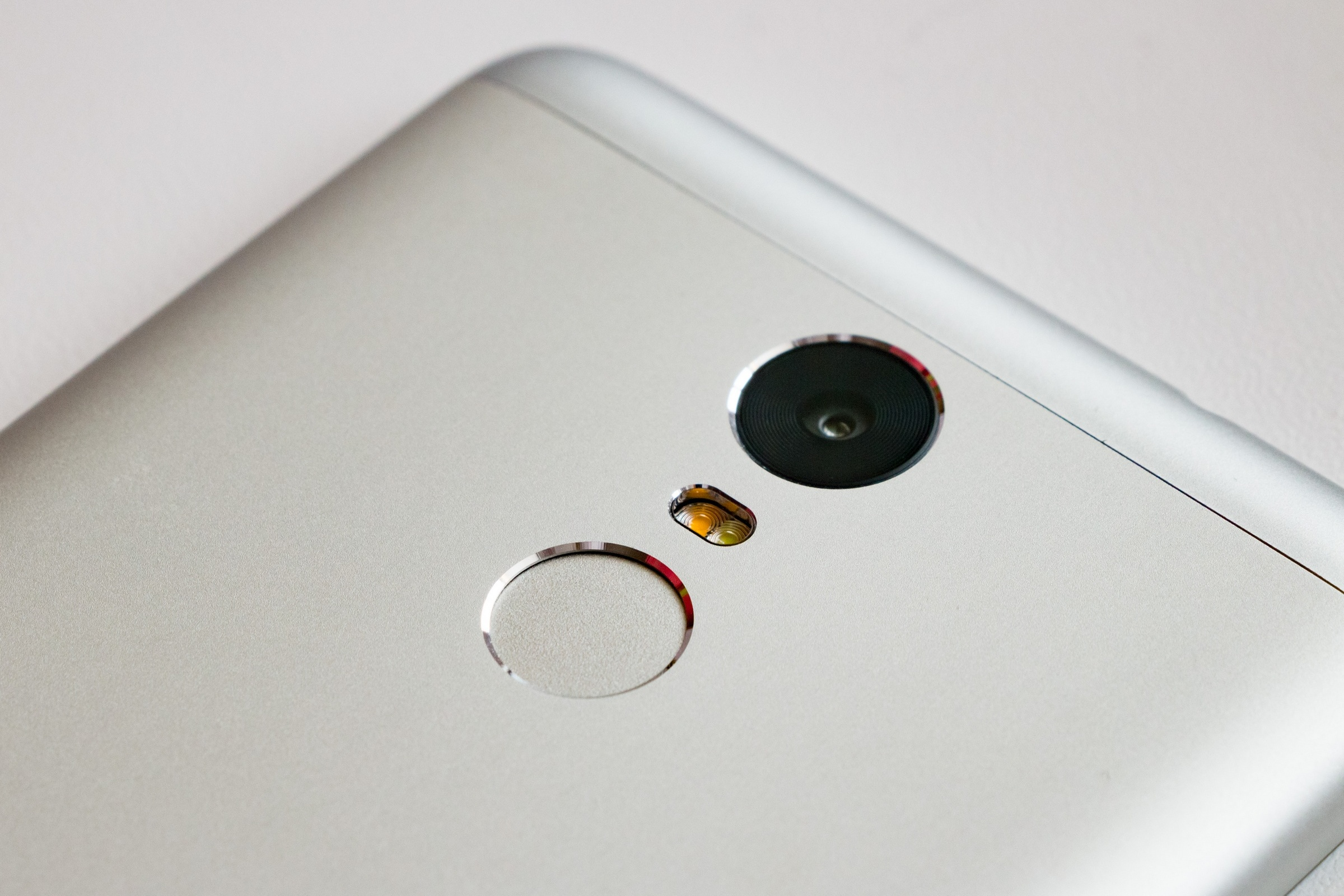
Skener pro otisk prstu na smartphone Xiaomi
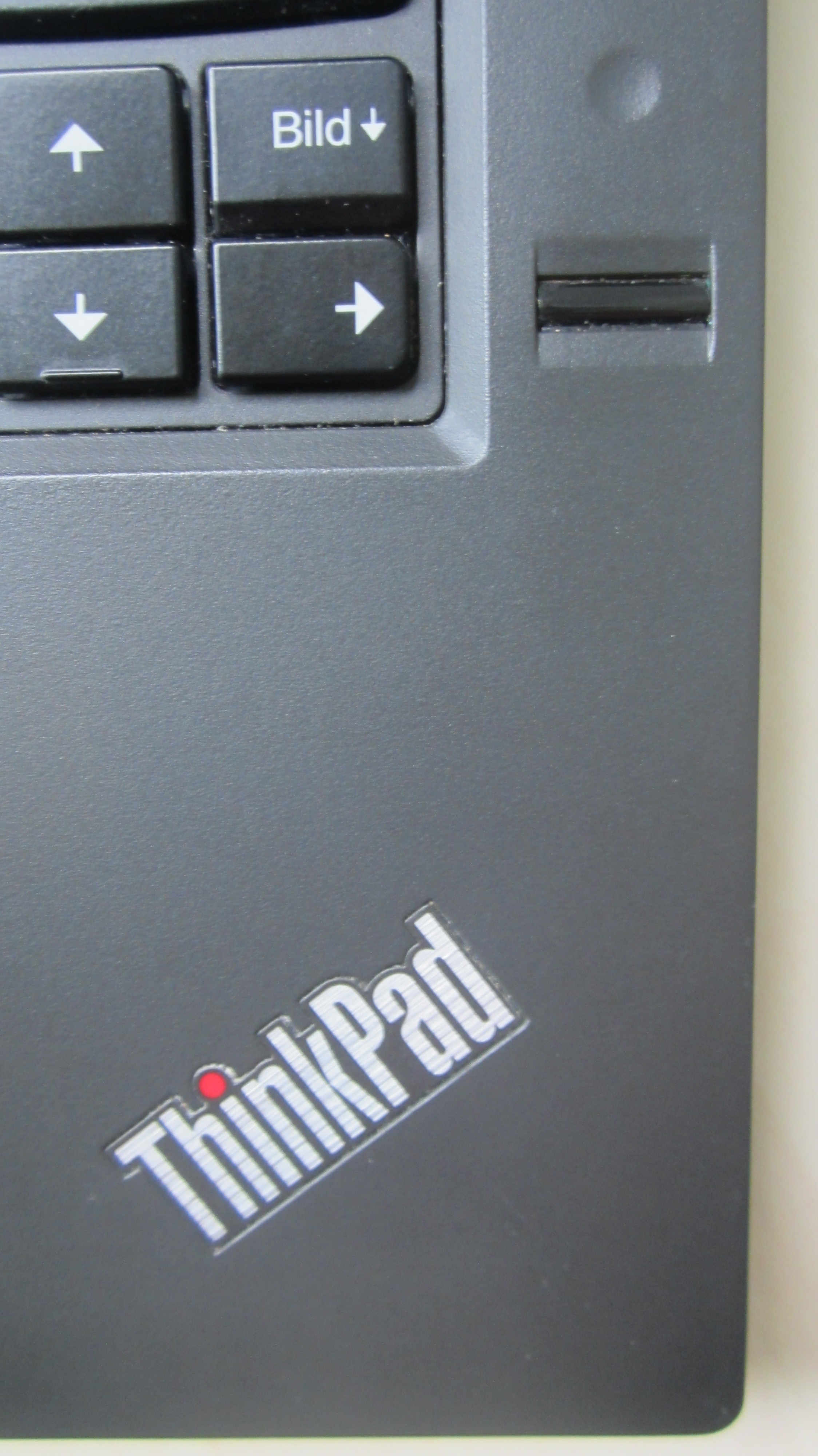
Skener pro otisk prstu na počítači Lenovo
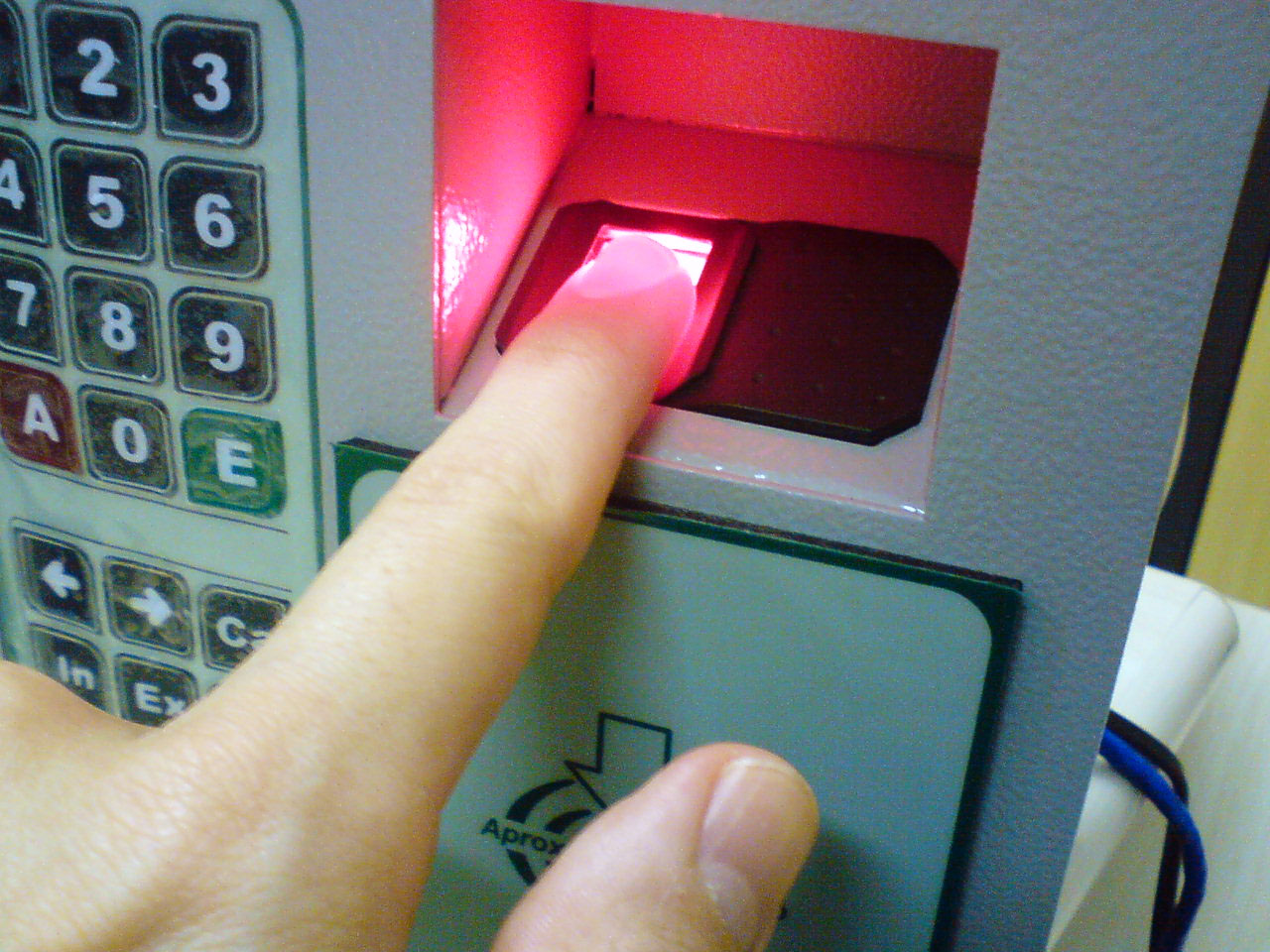
Skener pro otisk prstu u vchodu do budovy
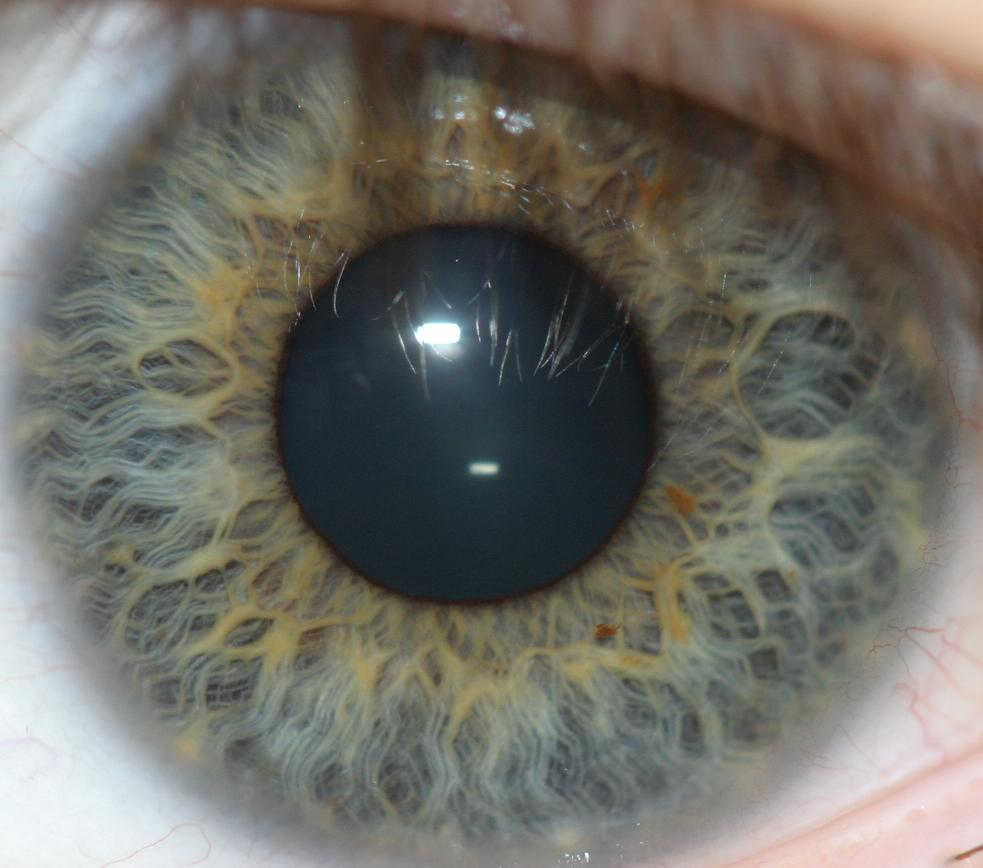
Záznam oční duhovky ve viditelném světle
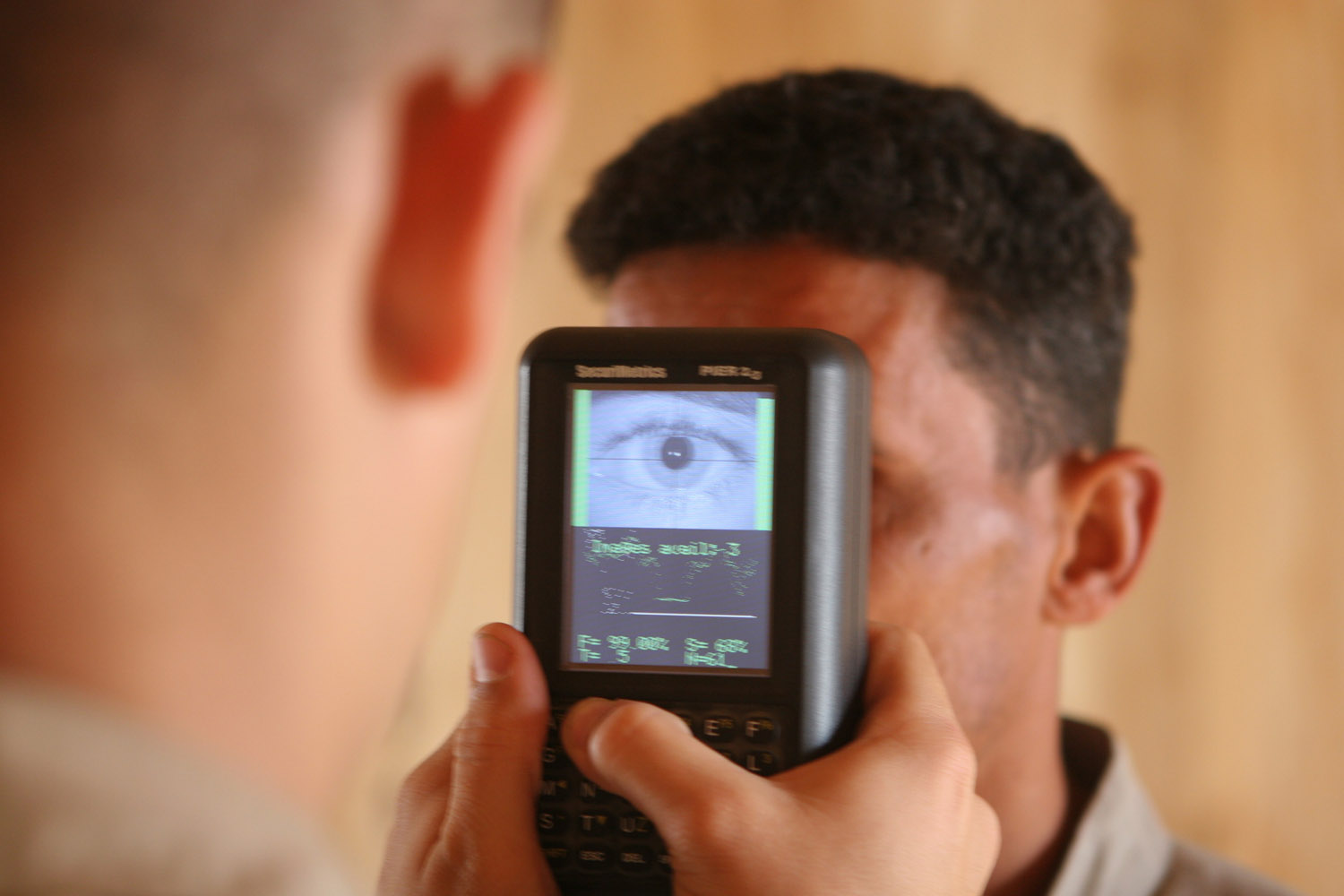
Zařízení pro záznam oční duhovky
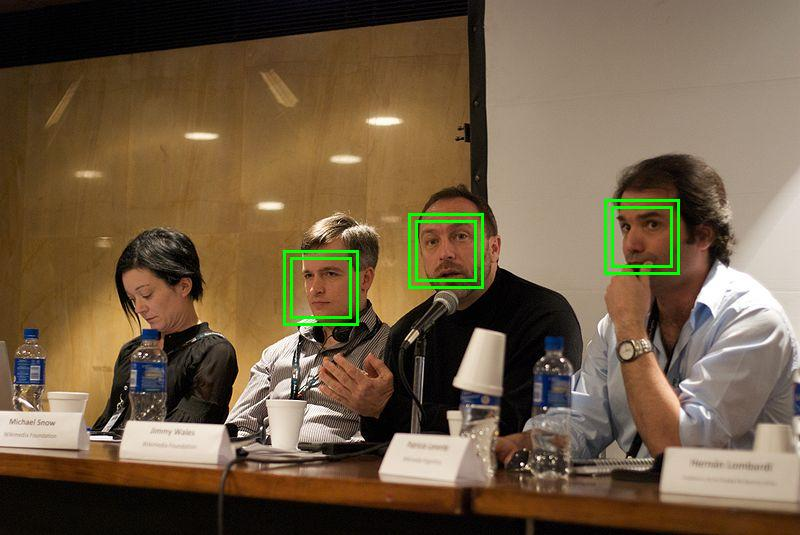
Detekce tří obličejů (pro bezpečnostní účely)
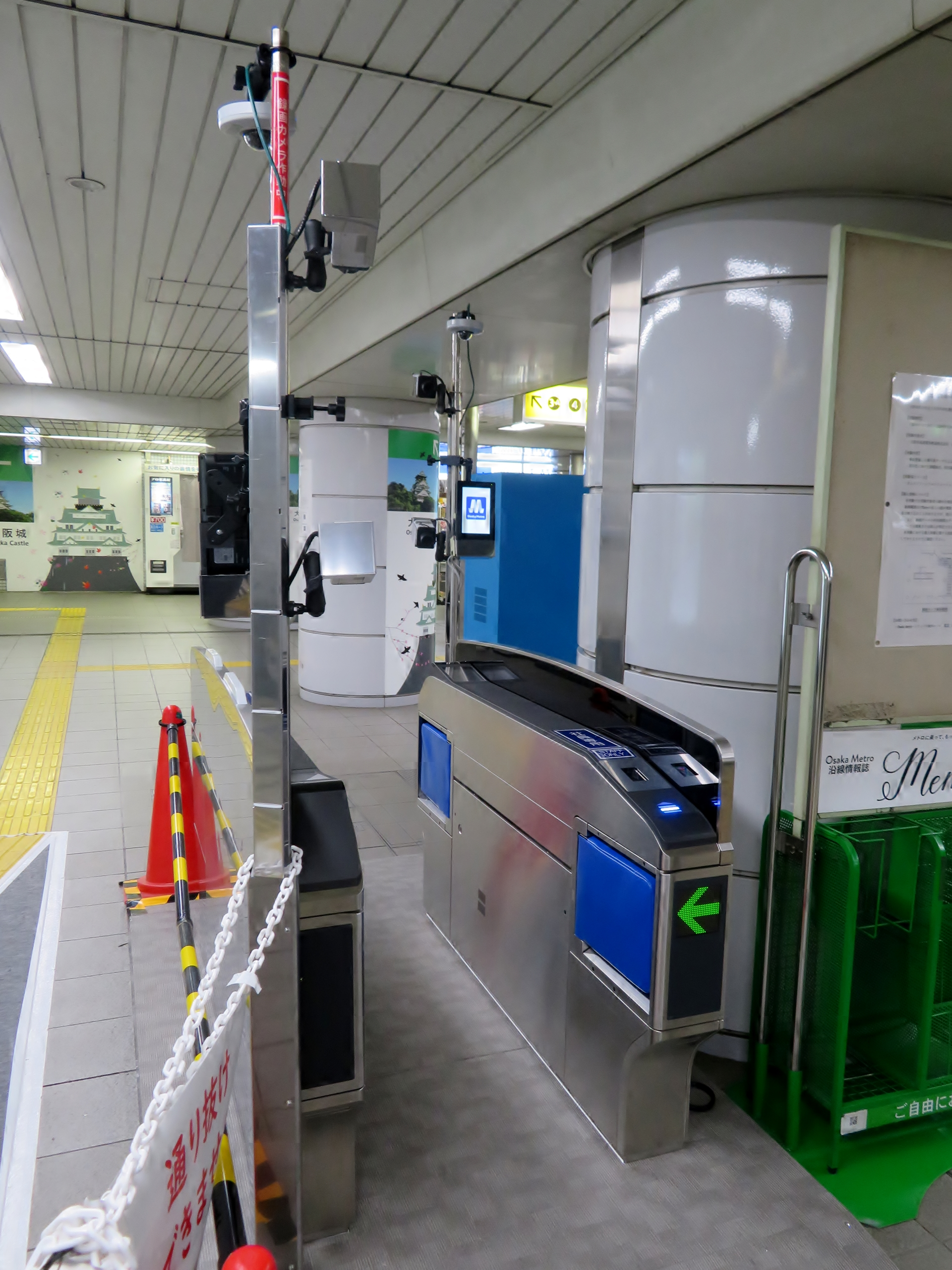
Detekce obličejů při vstupu do metra
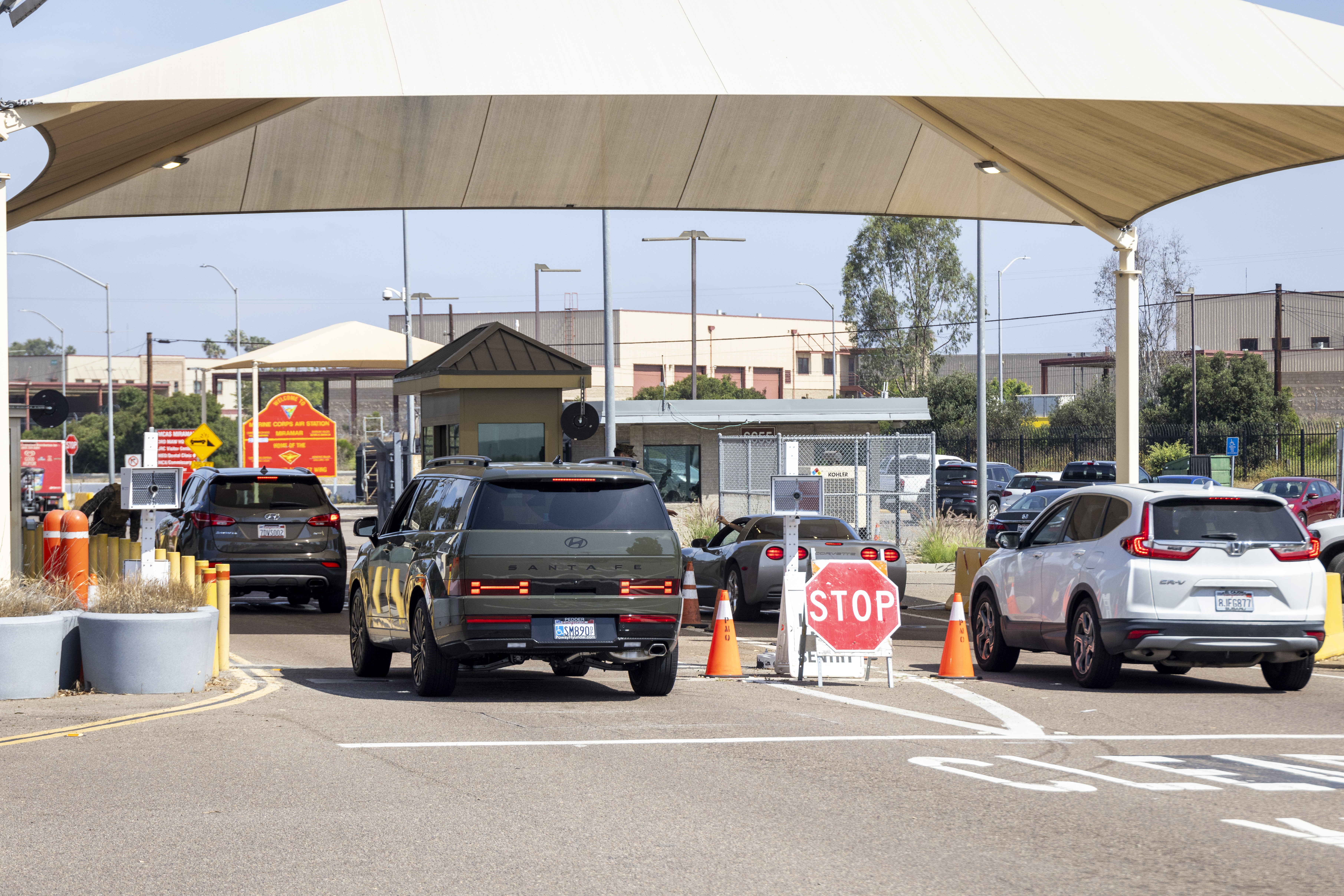
Kontrola vozidel, včetně rozpoznávání obličejů
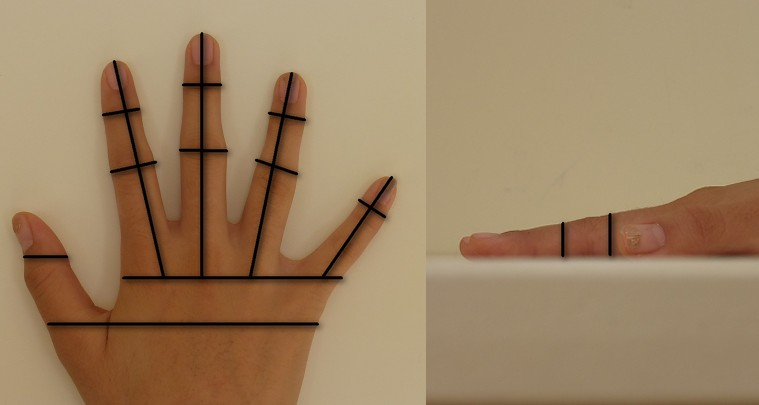
Geometrie ruky
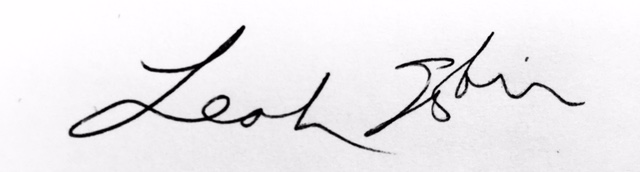
Podpis na elektronickém zařízení (pro stanovení dynamických dat podpisu)